# Elysion 〜楽園幻想物語組曲〜
『Elysion 〜楽園幻想物語組曲〜』（エリュシオン らくえんげんそうものがたりくみきょく）は、Sound Horizonによる2枚目のメジャーアルバム。2005年4月13日にベルウッドから発売された。

## 概要
同人時代からの通算で4作目のStory CD。前作『Elysion 〜楽園への前奏曲〜』より「Ark」と「Yield」、過去の自主制作アルバムより「魔女とラフレンツェ」を別バージョンとして収録。
このCDは音楽データとは別に、特典としてシステムサウンド用のWAVファイルが収録されているエンハンスドCDとなっている。
2005年には、本作の内容を元になかのZEROで開催されたコンサートの様子を収録したDVD『Elysion 〜楽園パレードへようこそ〜』もリリースされている。
2015年には、十文字青による上下巻のノベライズ『Elysion 二つの楽園を廻る物語』が、角川書店より刊行、また同年4月24日には、『月刊Asuka』6月号から木下さくらによる同名タイトルのコミカライズ作品が連載開始された（2016年7月号で連載終了）。

## 収録曲
1. エルの楽園 ［→ side：E →］
2. Ark
3. エルの絵本 【魔女とラフレンツェ】
4. Baroque
5. エルの肖像
6. Yield
7. エルの天秤
8. Sacrifice
9. エルの絵本 【笛吹き男とパレード】
10. StarDust
11. エルの楽園 ［→ side：A →］

※44番目に隠しトラックが存在する。
Bonus Extra Track
収録曲のセルフパロディで構成された「Elysion」システムサウンド集。

## 制作・参加メンバー
作詞・作曲・編曲
- Revo

ボーカル・ナレーション
- Aramary
- Jimang

ジャケットイラスト
- yokoyan

## 仕掛け
- ジャケットを裏返すと「ABYSS 〜奈落幻想物語組曲〜」という別のタイトルが現れる。
- 偶数番目の楽曲は上下が逆になったABYSS側に歌詞が載せてあり、それらの楽曲の頭文字を順に並べると「ABYSS」になる。
- 隠しトラック（44番目）までは無音のトラックとなっている。

## 関連書籍
ノベライズ
- Sound Horizon(原作)・十文字青(著)・左(イラスト)、KADOKAWA刊

1. Elysion 二つの楽園を廻る物語(上) 2015年2月14日発売、ISBN 978-4041025833
2. Elysion 二つの楽園を廻る物語(下) 2015年6月27日発売、ISBN 978-4041030929

コミカライズ
- Sound Horizon(原作)・十文字青(解釈・構成)・木下さくら(漫画)、あすかコミックスDX(KADOKAWA)刊

1. Elysion 二つの楽園を廻る物語1 2015年10月21日発売、ISBN 978-4041035757
2. Elysion 二つの楽園を廻る物語2 2016年5月26日発売、ISBN 978-4041041642